# 瓦雷澤前阿爾卑斯山脈

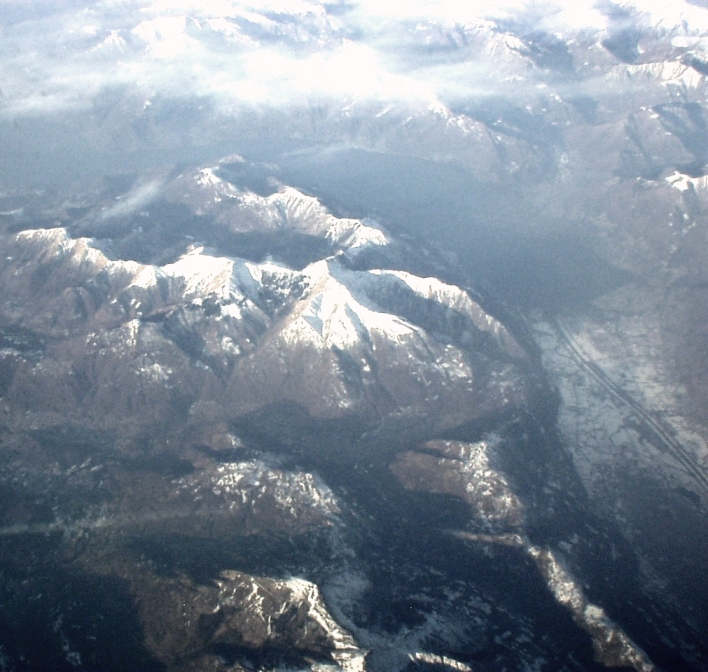

45°56′02″N 8°47′17″E / 45.934°N 8.788°E
瓦雷澤前阿爾卑斯山脈（義大利語：Prealpi Varesine），是中歐的山脈，位於意大利和瑞士接壤的邊境，橫跨瓦雷澤省和提契諾州，屬於盧加諾前阿爾卑斯山脈的一部分，最高點塔瑪洛山海拔高度1,967米。